# ナチス・ドイツとソビエト連邦によるポーランド占領
ナチス・ドイツとソビエト連邦によるポーランド占領は、第二次世界大戦勃発直後の1939年9月のナチス・ドイツとソビエト連邦によるポーランド分割占領に始まり、ドイツの敗戦と撤退を経て1947年にソビエト連邦の影響下でポーランド人民共和国政府が成立するまで続いた。

## 概要
第二次世界大戦が始まった段階（1939年9月）では、ポーランド領はナチス・ドイツとソビエト連邦によって分割された。1941年の後半になるとバルバロッサ作戦によって旧ポーランド(第二共和国)領の全域はナチスドイツ軍によって占領されるようになったが、1944年から1945年にかけてソビエト連邦軍が反転攻勢した結果、ナチス・ドイツ軍はこの領域の外へ押し出された。
全てのポーランド人のうち、20%近くの人々が第二次世界大戦で命を落とした。民間人のほとんどが様々な計画的行動の標的となった。アドルフ・ヒトラーが治めるナチスドイツも、ヨシフ・スターリンが治めるソビエト連邦も、両国ともポーランドの領土だけでなく、ポーランドの文化や民族まで破壊することを目的としていた。

## ナチスドイツ占領下
(非ユダヤ系の)ポーランド人を農奴の状態に引き下げ、最後にはドイツ人入植者に取って代わらせることがナチス・ドイツの政策であった。ポーランド総督府では初等教育以外の全ての教育が廃止され、文化、科学、芸術におけるポーランド的な文化の全てが奪われた。大学は閉鎖され、大学教授の多くが逮捕され処刑された。教師、弁護士、知識人その他のポーランドのエリート層の人々もレジスタンス運動の指導者になる可能性があるため、同様の運命をたどった。1943年にはザモシチ地域が更なるドイツ人入植地として選ばれた。ドイツ人の定住が計画され、ポーランド人住民は残酷な方法で追放された。しかし実際のところ1944年までの期間にこの地域に移住したドイツ人はほとんどいなかった。
ポーランドの民間人は、様々な形でナチスドイツによる占領に苦しめられた。ドイツ人入植が図られた地域では多数の人々が追放され、ポーランド総督府に移住を強制された。工場や農場での強制労働のため何万人ものポーランド人がドイツ本国に送られ、そこで何千人もの人々が亡くなった。ポーランド人はまたポーランド域内でも強制労働のために徴用され、全国にあった労働収容所に監禁され、そこでも多くの人々が命を落とした。食料、暖房のための燃料、医療備品が至る所で不足しており、結果としてポーランド人の死亡率は非常に高かった。最終的には何千人ものポーランド人がドイツの部隊に対する攻撃に対する報復やその他の理由で殺害された。総合すると、ドイツの占領が原因で約300万人もの(非ユダヤ系)ポーランド人が命を落としたが、これは戦前の総人口の約10%に達することになる。ドイツの政策によって殺害された300万人のユダヤ系ポーランド人を合わせると、ポーランドはその本来の人口の22%を失ったことになり、これは第二次世界大戦に関わった国では最大の死亡率であった。
非ユダヤ系ポーランド人の大半は、強制収容所に送られる代わりに大量虐殺、飢餓、個別の殺人事件、衛生状態の悪化、あるいは強制労働によって死亡した。アウシュヴィッツ＝ビルケナウ強制収容所・トレブリンカ・マイダネクなどポーランド国内に存在した6つの絶滅収容所は主にユダヤ人を殺害するために使用された。非ユダヤ系ポーランド人を専門に殺害するためにはシュトゥットホーフ強制収容所があった。民間人によるポーランド人用の労働収容所(Gemeinshaftslager、Polenlager)がポーランド領内に複数あった。多くのポーランド人がドイツの収容所で亡くなった。ドイツ人以外では最初のアウシュビッツ強制収容所囚人は非ユダヤ系のポーランドの軍人や知識人で、1942年にユダヤ人に対する組織的な殺害行為が始まるまでは非ユダヤ系ポーランド人が囚人の大半を占めていた。アウシュビッツでの毒ガスによる殺人の最初の例での犠牲者は300人の非ユダヤ系ポーランド人と、ウクライナ人やロシア人その他からなる700人のソ連人捕虜だった。ポーランド人と東ヨーロッパ人の多くがドイツ国内にあった強制収容所にも送られた。例えば、3万5千人がダッハウ強制収容所に、3万3千人がラーフェンスブリュックの女性用収容所に、3万人がマウトハウゼン強制収容所に、2万人がザクセンハウゼン強制収容所に移送された。

## ソビエト連邦占領下
ポーランド侵攻作戦が終了するまでに、ソビエト連邦はポーランド領の52.1%(およそ20万平方キロメートル)を占領した。そこには1370万人が住んでいた。諸説あるが、この地域における民族構成は次のようなものであった。
- 38% ポーランド人(約510万人)
- 37% ウクライナ人
- 14.5% ベラルーシ人
- 8.4% ユダヤ人
- 0.9% ロシア人
- 0.6% ドイツ人

さらにドイツに占領された地域からの難民が33万6千人おり、その多く(19万8千人)がユダヤ人だった。ソ連に占領された地域はリトアニアに譲られたヴィルノ（ヴィリニュス）地方を除いてソ連本国に組み入れられた。しかしリトアニアがソ連の一共和国となると、ヴィルノ地方はソ連領となった。
ドイツ人が人種差別を基に自らの政策を推し進めたのに対し、ソ連当局は階級闘争に関するスローガンとプロレタリア独裁(実のところソ連ではこれらの用語はスターリン主義と社会のソヴィエト化を意味していた)を用いた。ポーランド東部領土を征服するとまもなくソ連当局はこの新しく獲得した地域のソヴィエト化運動を開始した。ポーランド軍の最後の部隊が降伏して数週間も経っていない1939年10月22日、ソ連は「西ベラルーシ」と「西ウクライナ」それぞれで、モスクワにコントロールされた自演のソヴィエト最高会議選挙を実施した。これらの自演の選挙はソ連によるポーランド領土の併合を正当化するものであった。
それに引き続き、解体されたポーランド国家のあらゆる組織は次々と廃止され、主に新しくやってきたロシア人(またはまれにウクライナ人)指導者によって再建された。リヴィウ大学やその他の学校の多くはまもなく再開されたが、それらは全てソ連の機関として新しく発足したものだった。ルヴォフ大学はソ連高等教育法規集に則って改組された。ロシア語講座と文学講座が開かれたが、同時にマルクス・レーニン主義、弁証法的唯物論、史的唯物論の講座も開かれた。これらはソ連のイデオロギーを強化する目的があった。ポーランド文学とポーランド語研究の講座はソ連当局によって解散させられた。ハリコフ大学とキエフ大学からやってきた45人が新教授団に任命された。1940年1月15日にルヴォフ大学は再開され、ソ連のカリキュラムに沿って講義が始まった。
それと同時に、ソ連当局はポーランド国家とポーランド文化全般に関わるものを取り除くことでポーランドによって最近まで行われていたこの地域の管理の痕跡を消し去ろうとした。1939年12月21日、ポーランド通貨ズウォティは流通が停止され、新しく導入されたルーブルとの両替ができなくなった。このことは、この地域の住民全てが一夜のうちに全ての貯金を失ったことを意味する。
全てのマスメディアはモスクワにコントロールされるようになった。ソ連による占領では恐怖政治によって警察国家のような政体が実施された。ポーランドの政党や組織は全て解散させられ、ソビエト連邦共産党とその下部組織だけが存在を許された。
組織的な宗教は全て迫害された。全ての企業は国家に収用され、農業は集団化された。
ソ連の法律によると、併合された地域の住民は全て「旧ポーランド」市民と呼ばれ、ソ連の市民権が自動的に与えられた。しかし実際に市民権を与えるに際しては個人の同意が必要だったので、住民たちはそういった同意をするよう強い圧力をかけられ、ドイツに占領された地域からやってきた難民の中でこれに同意しない者はポーランドのドイツ管理地域に送還すると脅された。
それに加えてソ連は、過去にあったポーランド人と他の人々との民族的緊張を利用し、少数民族に対し「20年にわたるポーランド支配下で苦しんだ不正を正すのだ」と呼びかけて、ポーランド人に対する暴力を刺激し後押しした。戦前のポーランドは労働者と少数民族からの搾取から成り立っていた資本主義国家なのだと描写された。ソ連はポーランド分割の正当化として、ポーランド第二共和国には非ポーランド人に対する不公平な扱いがあったのだと宣伝した。ソ連当局は暴徒を公然とそそのかして、殺人と強盗をやらせた。ソ連に鼓舞されたテロ活動の犠牲者の数は現在でも不明である。
当初はソ連の支配は人々の支持を受けた。それは特にこの地域に住んでいた非ポーランド人からで、戦間期ポーランドの民族主義的政策に服従させられていたことでポーランドの制度や時にはポーランド人一般に対して強い憤りを感じていた。ユダヤ人や、または特に西ウクライナのウクライナ人の住民の多くは当初、ウクライナのソ連併合を歓迎した。ウクライナ人は1919年に民族自決のもと西ウクライナ人民共和国の樹立を目指したが、その試みは同じくオーストリア・ハンガリー帝国から独立した同胞であったはずのポーランドと1918年から1919年にかけて行われたポーランド・ウクライナ戦争の敗北によって実現されなかった。ウクライナ内戦期、ウクライナは三分された。ウクライナの独立を訴える中部ウクライナがロシア人・ユダヤ人に統率されロシアと合同した東ウクライナとウクライナ・ソビエト戦争を行ったのに対し、西ウクライナはポーランドへの憎悪から赤軍と合同して赤ウクライナ・ガリツィア軍を組織した。しかし西ウクライナは裏切られ、赤軍は敗色の濃くなったポーランド・ソビエト戦争を西ウクライナのポーランド領化承認でうまく収めた。一方、ウクライナ人民共和国やクリミア半島のロシア軍に対する赤軍の勝利により、西ウクライナを除くウクライナはボリシェヴィキの強い影響下に置かれることになった。1922年のウクライナのソ連併合は農地改革によって強化された。農地改革では大地主のみならず農民の殆どは「クラーク」と呼ばれて土地を取り上げられ、その土地は貧農に分配された。
しかし間もなくソ連当局は強制的に土地を集団農場化する運動を始めた。これによって農地改革から得ていた利益が無になった。農民はコルホーズに参加したくなかったし、国家が課した収穫割り当てを満たすために作物をただで手放すこともしたくなかった。それと同時に、この地域にはとりわけユダヤ人の若者、またはより少数であるがウクライナ人農民など、いわゆる戦前のポーランド市民が多数存在しており、ソ連の権力は自分たちの民族的・文化的集団の外での社会活動を始めるためのよい機会だと感じていた者が多かったが、ソ連による抑圧が全ての集団に対してそれらの政治的スタンスに関係なく課せられることが明らかになっていくにつれて、そういった社会活動への意欲は失われていった。
内部人民委員部(NKVD)や他のソ連機関が始めた恐怖政治の支配は社会のソヴィエト化の核をなしていた。ポーランド侵攻とその後に捕らえられた25万人のポーランド人捕虜はこの新秩序の最初の犠牲者となった。ソ連は戦時国際法に関する条約には一切署名していなかったので、ポーランド人捕虜たちは戦争捕虜としての地位が否定され、その代わりに将校のほとんどと多くの一般兵士は殺害された(カティンの森事件参照)か、グラグに送られた。
民間人に対しても同様の政策が適用された。ソ連当局は戦前のポーランドへの奉仕を「革命に対する罪」とか「反革命的活動」と看做し、ポーランドの知識層、政治家、公務員、科学者の多数を逮捕し始めた。一般の人々でも、ソ連支配に対する脅威となる意思を示したと疑われた者は逮捕された。ポーランドの知識層で逮捕された人々の中には、レオン・コズウォフスキ(Leon Kozłowski)、アレクサンデル・プリストル(Aleksander Prystor)、スタニスワフ・グラブスキ(Stanisław Grabski)、スタニスワフ・グウォンビンスキ(Stanisław Głąbiński)、ステファン・バチェフスキ(Stefan Baczewski)がいた。逮捕は当初、政治的敵対者となる可能性がある者を対象としていたが、1940年1月までに内部人民委員部(NKVD)はこの逮捕の方針をポーランド人の共産主義者や社会主義者を含む潜在的な同盟者にまで拡大していった。これによって逮捕された者には、ヴウァディスワフ・ブロニェフスキ(Władysław Broniewski)、アレクサンデル・ヴァット(Aleksander Wat)、タデウシュ・ペイペル(Tadeusz Peiper)、レオポルト・レヴィン(Leopold Lewin)、アナトル・ステルン(Anatol Stern)、テオドル・パルニツキ(Teodor Parnicki)、マリアン・チュフノフスキ(Marian Czuchnowski)など多数の人々がいる。
拘置所は反ソ的活動を疑われた人々ですぐに一杯となった。そのため内務人民委員部(NKVD)はさらに多数の臨時拘置所を占領地域のほとんど全ての街に開設しなければならなかった。大波のような大規模な逮捕は結果として広範な職種の人々(たとえばクラークと呼ばれる旧富農、ポーランド公務員、森林管理員、大学教授、オサドニク(Osadnictwo wojskowe)と呼ばれる退役軍人の東部辺境開拓者)のグラグへの移送につながった。総計約50万人が大きく4回に分けて東へと送られた。ノーマン・デイヴィス(Norman Davies)によると、1941年にロンドンのポーランド政府とソ連の間でシコルスキ・マイスキー協定(Układ Sikorski-Majski)が署名されるまでに、流刑されたうちのおよそ半分が命を落とした。
この協定によってポーランドの主権は速やかに回復されたが、実際のところポーランドはソ連の強硬な支配下にとどまったままにあり、ソ連軍はそのまま非公式に駐留を続けていた。その後1952年にポーランド人民共和国の親ソ的政府によってまでソ連軍のポーランド駐留続行が公式に認められた。ソ連軍がポーランドから撤退したのは1990年代になってからのことである。当時とその後のポーランドで起きた一連の出来事は現在でもポーランドとロシアの関係の障害となって立ちはだかっている。戦争中に略奪された財産の請求や、ソ連時代の犯罪に対する謝罪の要求は、無視されるか、または「我々はポーランドをナチズムから解放したのだから感謝しろ」というクレムリンの歴史観によるぞんざいな反応を刺激している。

## 関連書籍
- 『私はホロコーストを見た 黙殺された世紀の証言 1939-43（上・下）』ヤン・カルスキ (Jan Karski) 著、吉田恒雄訳、白水社、2012年9月（ISBN 978-4-560-08234-8 ISBN 978-4-560-08235-5）